# H&M
H & M Hennes & Mauritz AB (H&M) je švedska multinacionalna tvrtka, poznata po fast fashion odjeći za žene, muškarce i djecu.

## Povijest
Osnivač kompanije H&M bio je Šveđanin Erling Persson (1917. – 2002.). On je 1947. godine osnovao svoju prvu prodavaonicu odjeće u švedskom gradu Västeråsu (sjeverozapadno od Stockholma). U početku je prodavao samo žensku odjeću, a prodavaonica se zvala "Hennes" što na švedskom znači "njeno" (ono što pripada njoj). Godine 1968. Persson je preselio prodavaonicu u prostorije trgovine zvane "Mauritz Widforss", pa je ime kompanije promijenjeno u "Hennes&Mauritz", tj. skraćeno H&M. Poticaj za otvaranje trgovina našao je kada je nakon II. svjetskog rata putovao u SAD gdje je bio impresioniran njihovim dućanima s velikim prometom.
Perssonov vlasnički udio u kompaniji H&M naslijedio je njegov sin Stefan Persson, čije se bogatstvo danas procjenjuje na 30 milijardi dolara. H&M danas ima preko 2 500 trgovina i drugi je najveći prodavač odjeće u svijetu.                                                                                                                                                                                   
H&M postoji u 43 zemlje, a od 2011. godine u njoj je zaposleno oko 94.000 ljudi. Prema podacima iz kolovoza 2012. godine postoji ukupno 2.629 trgovina H&M u svijetu. Drugi je po veličini globalni trgovac odjećom, odmah iza španjolskog Inditexa (matično društvo ZARA).
Dizajnerski tim u tvrtki u Švedskoj upravlja koracima od proizvodnje, planiranja robe i utvrđivanja specifikacija, a proizvodnja je ustupljena 800 tvornica u Europi i Aziji.

## H&M u Hrvatskoj
Prvi H&M dućan u Hrvatskoj otvoren je 7. travnja 2011. u trgovačkom centru Cvjetni na Cvjetnom trgu u Zagrebu, a prostire se na tri kata na površini od 1500 četvornih metara.                                                                                                                                                                                       

## Tvrtka u svijetu
Broj trgovina u svijetu 2013. godine:
| Afrika: - Egipat 4 - Maroko 4 | Azija: - NR Kina 101 - Saudijska Arabija 19 - Japan 15 - Ujedinjena Arapska Republika 12 - Hong Kong 13 - Izrael 9 - Libanon 6 - Južna Koreja 6 - Kuvajt 4 - Bahami 3 - Katar 2 - Malezija 3 − 2012. - Tajland 2 − 2012. - Jordan 1 - Oman 1 - Singapur 2 | Europa: - Njemačka 394 - Ujedinjeno Kraljevstvo 213 - Švedska 173 - Francuska 168 - Španjolska 132 - Nizozemska 119 - Norveška 104 - Poljska 100 - Danska 90 - Italija 87 - Švicarska 80 - Austrija 66 - Belgija 66 - Finska 47 - Rusija 41 - Češka 24 - Portugal 23 - Grčka 22 - Mađarska 20 - Irska 15 - Slovačka 13 - Slovenija 12 - Hrvatska 12 - Rumunjska 19 - Turska 11 - Luksemburg 10 - Srbija 6 - Bugarska 5 - Latvija 2 - Estonija 3 − 2013 - Litva 4 − jesen 2013. | Sjeverna Amerika: - Meksiko 1 | Južna Amerika: - Čile 1 |

## Vanjske poveznice
- Službena stranica  Arhivirana inačica izvorne stranice od 19. studenoga 2013. (Wayback Machine)
- Hennes en Mauritz novosti i povijest FashionUnited
- COS by H&M  Arhivirana inačica izvorne stranice od 10. travnja 2013. (Wayback Machine)
- http://modamo.info/index.php?option=com_content&task=view&id=2773